# Cruzada Libertadora
La Cruzada Libertadora es la denominación histórica que se le suele dar al movimiento liderado por Juan Antonio Lavalleja, que se inició con el desembarco de los Treinta y Tres Orientales el 19 de abril de 1825.

## Antecedentes

### Provincia Cisplatina
Después de que Artigas fue derrotado y se retiró al Paraguay, la Provincia Oriental, bajo dominio luso-brasileño, pasó a denominarse Provincia Cisplatina.

### Acciones Previas de los revolucionarios
Desde 1824, un grupo de destacados orientales conspiraba dentro de Buenos Aires con el propósito de organizar un movimiento capaz de devolver a la Banda Oriental su estatus de Provincia de las Provincias Unidas del Río de la Plata.
La primera reunión para iniciar un movimiento armado se realizó en 1820, cuyos partícipales fueron Manuel Oribe e Ignacio Oribe, el saladerista oriental Pedro Trápani y Simón del Pino, Luis Ceferino de la Torre y Manuel Meléndez. Contando estos conspiradores con la tolerancia del gobierno bonaerense, que decidió no interferir en sus actividades pese a las reiteradas protestas brasileñas, también vale destacar el gran respaldo de parte del sector de saladeristas porteños, entre los que cabe destacar a Pascual Costa, Juan José de Anchorena y Juan Manuel de Rosas, que tenía aristas de caudillo y cuya figura crecería claramente en peso político. 
A primeros de 1823 Lavalleja encomendó a Gregorio Sanabria, quien en 1825 sería uno de los Treinta y Tres, para que desde Buenos Aires pasara a Colonia, San José y Soriano, donde contactó con varios patriotas, preparando la gesta libertadora. De estas gestiones informó Sanabria al Libertador, mediante carta del 14-3-1823, custodiada en el archivo general de Entre Ríos, existiendo copia en la carpeta 12 de antecedentes y archivos del Museo histórico nacional del Uruguay.  
Durante todo el año 1824 los patriotas trabajaron intensamente, impulsados fundamentalmente por Lavalleja, Oribe y Trapani, contactando a muchos orientales exiliados en 1825 a Buenos Aires, consiguiendo el concurso de muchos de ellos como Pablo Zufriátegui, Manuel Oribe, Atanasio Sierra, Basilio Araujo etc., atando entre ellos fidelidades con los caudillos de las luchas anteriores que estaban en las provincias ddddw
litoral o en la misma Banda Oriental, como Tomás Gómez.

### El desembarco
Los célebres Treinta y tres orientales, fueron el estado mayor de un movimiento largamente preparado que se movilizó en una Banda Oriental altamente volátil y levantisca. De modo que todos ellos fueron, de alguna forma, líderes. Pero hay tres figuras que es necesario destacar: Lavalleja, Pedro Trápani y Oribe.
  Sobre ellos se puede decir que, Lavalleja por un lado, fue el máximo gestor del movimiento, Oribe por el otro era un combatiente desde tiempos de Artigas que buscaba la libertad de su pueblo oriental por vías militares encargado de proveer al movimiento de armas y por último Pedro Trapani que fue el administrador del movimiento y el representante de dicho movimiento en Buenos Aires. Otro de sus más influyentes partícipes fue el sargento mayor Pablo Zufriategui, el de mayor rango militar luego del general Lavalleja, quien sería designado Jefe de Estado Mayor del futuro ejército.
El 1 de abril de 1825 Lavalleja y sus hombres embarcaron en San Isidro, localidad bonaerense ubicada sobre la costa del Río de la Plata, pocos kilómetros al noroeste de la ciudad de Buenos Aires, y avanzaron cuidadosamente por las islas del delta del Paraná (versión tradicional; otras más modernas sostienen que fue en la isla de la Paciencia, un pequeño islote junto a la Punta del Carbón, a la cual se llamaría así por todo lo que tuvieron que esperar los expedicionarios a la llegada de sus compañeros), y aguardaron dos semanas el arribo de los restantes conjurados, evitando la vigilancia de la flota brasileña. Por la noche, cruzaron el Río Uruguay en dos lanchas y desembarcaron en la Playa de la Agraciada (o, según otra versión, en el arroyo Los Ruices, cerca de Punta Chaparro), la madrugada del día 19 de abril. En el momento de pisar la tierra oriental, en el medio de expresiones de emoción y besos, eran treinta y tres hombres según el recuerdo de todos los sobrevivientes (no hay actual información que confirme esto; de hecho se cree que fueron más de treinta y tres los que desembarcaron en la fecha, y no todos de nacionalidad oriental). En la playa los esperaban los baqueanos Basilio Araujo y Echeveste, y unas horas más tarde – de eterna ansiedad - los hermanos Ruiz, vecinos terratenientes del lugar, llegaron con la caballada y otros hombres se sumaron a la revolución que recién empezaba. Allí desplegaron la bandera de tres franjas horizontales azul, blanca y roja, colores tradicionalmente usados desde los tiempos de Artigas, en la que se leía en la franja blanca, la consigna de «Libertad o Muerte». Según uno de los Cruzados, Juan Spikerman recordaba la siguiente consigna del líder Lavalleja luego de desembarcar:

Amigos, estamos en nuestra Patria. Dios ayudará nuestros esfuerzos, y si hemos de morir, moriremos como buenos en nuestra propia tierra. ¡Libertad o Muerte!

## La asamblea de la Florida
Lavalleja convocó a los pueblos para que decidiera la formación de un gobierno provisional, el que bajo la presidencia de Manuel Calleros, comenzó a actuar el 14 de junio en la Florida. Este gobierno provisional convocó a una Sala de Representantes de los cabildos de todos los pueblos de la provincia, la que inició sus funciones el 20 de agosto bajo la presidencia de Juan Francisco Larrobla.
El 25 de agosto esta representación declaró unánimemente la independencia de la Provincia Oriental con respecto a Brasil, así como la unión a las Provincias Unidas del Río de la Plata.

### Leyes
La Ley de Independencia declaraba:

(...) írritos, nulos, disueltos y de ningún valor para siempre, todos los actos de incorporación, reconocimientos, aclamaciones y juramentos arrancados a los Pueblos de la Provincia Oriental, por la violencia de la fuerza unida a la perfidia de los intrusos poderes de Portugal y el Brasil (...) libre e independiente del Rey de Portugal, del Emperador del Brasil y de cualquier otro del universo y con amplio y pleno poder para darse las formas que en uso y ejercicio de su Soberanía, estime convenientes.

La Ley de Unión declaraba:

La H. Sala de Representantes de la Provincia Oriental del Río de la Plata en virtud de la soberanía ordinaria y extraordinaria que legalmente reviste para resolver y sancionar todo cuanto tienda a la felicidad de ella, declara: que su voto general, constante, solemne y decidido es, y debe ser, por la unidad con las demás Provincias Argentinas a que siempre perteneció por los vínculos mas sagrados que el mundo conoce. Por tanto, ha sancionado y decreta por ley fundamental la siguiente: Queda la Provincia Oriental del Río de la Plata unida a las demás de este nombre en el territorio de Sud América, por ser la libre y espontánea voluntad de los Pueblos que la componen, manifestada con testimonios irrefragables y esfuerzos heroicos desde el primer período de la regeneración política de dichas Provincias. Dado en la Sala de Sesiones de la Representación Provincial, en la villa de San Fernando de la Florida, a los veinticinco días del mes de agosto de mil ochocientos veinticinco.

La Ley de Pabellón. Establecía, como enseña de la Provincia, un pabellón:

compuesto de tres franjas horizontales, celeste, blanco y punzó, por ahora, hasta tanto que, incorporados los diputados de esta Provincia a la soberanía nacional, se enarbole el reconocido por el de las unidades del Río de la Plata a que pertenece.

La Ley de Vientres declaraba que los hijos de esclavos nacerían libres.
Además de aprobar estas tres leyes, la Sala de Representantes designó a Lavalleja Capitán general y gobernador de la provincia y eligió dos diputados para incorporarse al Congreso Constituyente de las Provincias Unidas que sesionaba en Buenos Aires. Fueron elegidos para esta dignidad José Vidal y Tomás Gomensoro. Se redactaron unas Instrucciones que, dadas las circunstancias, no podían sino ser muy generales. No se hablaba de federalismo ni de autonomía, y todo se centraba en el pedido de «la más pronta declaración de guerra al Imperio del Brasil, que actualmente es el opresor de sus derechos».
Aunque el gobierno de las Provincias Unidas del Río de la Plata no reconoció participación alguna en los hechos de la Banda Oriental, lo que el canciller Manuel José García sostuvo ante las protestas diplomáticas brasileñas, hay constancia de que se apoyó económicamente y con medios bélicos a los orientales en armas. Pedro Trápani, agente de la Cruzada en Buenos Aires, recibió mucho dinero (unos 160 mil pesos) del tesoro de la provincia de Buenos Aires y de la Tesorería General de la República.
El gobierno provisorio oriental, en tanto, convocó a los pueblos a elegir diputados para constituir una asamblea que decidiera el destino de la provincia. El llamamiento decía que «la Provincia Oriental, desde su origen, ha pertenecido al territorio de las que componían el virreinato de Buenos Aires y, por consiguiente, debe ser una de las de la Unión argentina».

### El frente militar
Mientras se suscitaban estos hechos, el 24 de septiembre de 1825. Rivera obtuvo una aplastante victoria militar en la batalla del Rincón en el Rincón de las Gallinas (actual departamento de Río Negro) sobre una partida brasileña; y el 12 de octubre de ese mismo año, Lavalleja, en una carga de caballería que lo haría legendario en la batalla de Sarandí, en la cual venció al núcleo brasileño.
A estas dos victorias se le debe sumar varias más, la de la Toma de la Fortaleza de Santa Teresa obtenida el 31 de diciembre de 1825 y la de la batalla del Cerro, obtenida el 9 de febrero de 1826, llamada también batalla del Pantanoso. Las fuerzas sitiadas de Lecor intentaron una salida a manos del comandante Pita, tratando de romper el sitio, pero Oribe, con tropas exclusivamente compuestas por orientales, los derrotó completamente.

## Consecuencias
Estas victorias fueron festejadas por el Pueblo de Buenos Aires en las calles, que decidieron por fin que el gobierno argentino entrara en la guerra. El 25 de octubre de 1825, 13 días después de la batalla de Sarandí, el Congreso General de las Provincias Unidas determinó que se reconocía a la Provincia Oriental.

…de hecho reincorporada a la Republica de las Provincias Unidas del Río de la Plata a que por derecho ha pertenecido y quiere pertenecer. En consecuencia, el gobierno encargando del poder Ejecutivo Nacional proveerá a su defensa y seguridad.

El 10 de diciembre el emperador de Brasil declaraba la guerra a las Provincias Unidas del Río de la Plata y el 21 de diciembre la flota imperial comandada por el almirante Pereira da Soto bloqueaba el puerto de Buenos Aires, dando comienzo a la Guerra del Brasil, al tiempo que el emperador ordenaba que 3000 soldados reforzaran a Lecor en la Banda Oriental.